# Interstate 37
L'Interstate 37 (I-37) è un'autostrada statunitense della Interstate Highway che si estende per 230,14 chilometri e collega Corpus Christi con San Antonio.